# Yoon Kyung-won
Yoon Kyung-won (* 1. Januar 1982 in Seoul) ist ein ehemaliger südkoreanischer Eishockeyspieler und heutiger Trainer, der den Großteil seiner Karriere in der Asia League Ice Hockey bei Anyang Halla spielte.

## Karriere
Yoon Kyung-won begann seine Karriere als Eishockeyspieler in der Mannschaft der Korea University in seiner Heimatstadt Seoul. 2004 wechselte er zu Anyang Halla in die trinationale Asia League Ice Hockey, wo er mit Ausnahme der Jahre 2009 bis 2011, als er wegen seines Wehrdienstes pausierte, bis 2014 spielte.
Seit 2015 ist Yoon Assistenztrainer der Mannschaft der Kyung Gi Highschool, die in der südkoreanischen Highschool-Liga spielt.

### International
Für Südkorea nahm Yoon Kyung-won bereits an den U18-Junioren-Weltmeisterschaften 1999 und 2000 teil. Er spielte mit seiner Mannschaft in der damaligen „Asien-Division I“, die unterhalb der B-Weltmeisterschaft angesiedelt war.
Sein Debüt in der A-Nationalmannschaft des asiatischen Landes gab der Verteidiger beim Turnier der Division II der Weltmeisterschaft 2001 im spanischen Majadahonda, als durch einen 3:2-Erfolg im abschließenden Spiel gegen die Gastgeber der Aufstieg in die Division I gelang. In der Division I vertrat er sein Land bei den Titelkämpfen 2002, 2004, 2008 und 2013. Nach dem Abstieg 2002 aus der Division i war er 2003 im heimischen Seoul am Titelgewinn in der Division II und dem damit verbundenen sofortigen Wiederaufstieg beteiligt. Bei den Winter-Asienspielen 2007 im chinesischen Changchun errang er mit seinem Team die Bronzemedaille hinter Japan und Kasachstan. Zudem vertrat er seine Farben bei der Qualifikation für die Olympischen Winterspiele in Sotschi 2014.

## Erfolge und Auszeichnungen
- 2001 Aufstieg in die Division I mit der südkoreanischen Mannschaft bei der Division II der WM 2001
- 2003 Aufstieg in die Division I mit der südkoreanischen Mannschaft bei der Division II der WM 2003
- 2007 Bronzemedaille mit der südkoreanischen Mannschaft bei den Winter-Asienspielen 2007